# Kanawaława (rejon orszański)
Kanawaława (biał. Канавалава; ros. Коновалово, Konowałowo) – wieś na Białorusi, w obwodzie witebskim, w rejonie orszańskim, w sielsowiecie Mieżawa.